# چاه شماره ۱ الهی‌آباد
چاه شماره ۱ الهی‌آباد یک منطقهٔ مسکونی در ایران است که در دهستان مورچه خورت واقع شده‌است.